# Stagecoach: The Texas Jack Story
Pour plus de détails, voir Fiche technique et Distribution.
Stagecoach: The Texas Jack Story est un western canadien sorti en 2016 réalisé par Terry Miles. Ce film s'inspire de la vie du hors-la-loi Nathaniel Reed (en).

## Synopsis
L'ancien bandit Nathaniel Reed s'est retiré comme éleveur. Jusqu'à ce que Calhoun, que Reed avait un jour blessé dans l'œil et qui est entre temps devenu marchal des États-Unis, vienne réclamer la justice… si ce n'est plus.

## Fiche technique
- Titre original anglais : Stagecoach: The Texas Jack Story
- Réalisation : Terry Miles
- Scénario : Dan Benamor, Matt Williams
- Genre : western
- Montage : Terry Miles[1]
- Durée : 90 min
- Photographie : Jan Klompie
- Musique : Sam Levin (en)
- Production : Jack Nasser pour NGN Productions[1]
- Pays de production :  Canada
- Langue originale : anglais
- Date de sortie : 
  - États-Unis : 4 novembre 2016[3]

## Distribution
- Trace Adkins : Nathaniel Reed
- Kim Coates : Calhoun
- Judd Nelson : Sid
- Michelle Harrison : Laura Lee Reed
- Helena Marie : Bonnie Mudd
- Claude Duhamel : Frank Bell
- John Emmet Tracy (en) : Hank Holliday
- Garry Chalk : Doc Forrester
- Greg Rogers : Juge York Foley

## Critique
Sur The Hollywood Reporter, une critique en demi-teinte : 
« Director Terry Miles — who, judging by such previous credits as Dawn Rider and Lonesome Dove Church, seems to have an affinity for the genre — does reasonably well on an obviously limited budget, although the Canadian locations aren’t exactly convincing. But the action sequences and gun battles are staged with enough flair to satisfy genre fans who haven’t gotten their fill with the recent Magnificent Seven remake. »
— Franck Scheck, 8 novembre 2016
        
« Le réalisateur Terry Miles — qui, à en juger par ses précédents films comme Le Cavalier de l'aube et Lonesome Dove Church, semble avoir une affinité pour le genre — s'en sort plutôt bien avec un budget évidemment limité, même si les décors canadiens ne sont pas vraiment convaincants. Mais les séquences d'action et les fusillades sont mises en scène avec suffisamment de talent pour satisfaire les amateurs du genre qui n'ont pas été rassasiés par le récent remake des Sept Mercenaires. »
.